# Christoph Maria Fröhder
Christoph Maria Fröhder (* 23. September 1942 in Fulda; † 20. September 2024 in Frankfurt am Main) war ein deutscher investigativer Journalist, Krisenreporter und Auslandskorrespondent.

## Leben und berufliche Entwicklung
Christoph Maria Fröhder studierte an der Universität Tübingen. Er begann seine journalistische Laufbahn mit einem Volontariat bei der Stuttgarter Zeitung. 1965 ging er drei Jahre lang als Landeskorrespondent des Hessischen Rundfunks, Bereich Hörfunk, nach Wiesbaden. 
Seit 1969 arbeitete der Journalist immer wieder als freier Korrespondent im Ausland, unter anderem in Vietnam, Afghanistan und Angola. Im Jahr 1975 blieb Fröhder als einziger westlicher Fernsehjournalist beim Einmarsch der Roten Khmer in Phnom Penh. Sein Filmmaterial schmuggelte er später in einem falschen Gipskorsett aus Kambodscha heraus.
In den 1980er Jahren drehte Fröhder vor allem Features und politische Dokumentarfilme für die ARD, unter anderem über Korruption in der Nuklearindustrie. Im „Fall Transnuklear“ war kontaminiertes Material mit Bestechungen nach Belgien gebracht und offen abgelagert worden.
In den 1990er Jahren berichtete er erneut aus Krisen- und Kriegsgebieten, so 1991 beim Golfkrieg und 2003 beim Irak-Krieg aus Bagdad. 1991 blieb er als einer der wenigen Journalisten während des zweiten Golfkriegs in Bagdad. 1992 wurde er von serbischen Soldaten bei Dreharbeiten verprügelt. Fröhder bezeichnete sich nicht als Kriegs-, sondern als Krisenreporter: Für ihn seien politische Gesichtspunkte entscheidend, nicht der Abenteuerwert.

## Kritik am Fernsehjournalismus, besonders der ARD
In einer „symbolischen Kündigung“, die er als Signal an jüngere Kollegen verstanden wissen wollte, warf Fröhder im Jahr 2015 besonders Tagesschau und Tagesthemen ein unzureichendes journalistisches Umfeld vor: „Strukturagenten“ in der Administration würden guten Journalismus „ersticken“. Fröhder wiederholte bekannte Kritikpunkte: „Es geht da meistens nicht um Journalismus oder Qualität, es geht bloß um Macht“; Karrierestrukturen und Konkurrenz der ARD-Anstalten untereinander („Kleinstaaterei“) verhinderten eine sinnvolle Aufteilung der Arbeit zwischen Korrespondent und Reporter. Neben sprachlicher „Verlotterung“ konstatierte Fröhder Qualitätsmängel als Folge der Strukturprobleme. So würden „scheinbar relevante Fakten hintereinandergefügt, anstatt sie zu hinterfragen“. Fremdes Bildmaterial werde nicht kritisch genug geprüft, es bestehe die Gefahr der Instrumentalisierung.
In einem weiteren Interview mit Radio Eins führte er aus, unter welchen Voraussetzungen eine sinnvolle Krisenberichterstattung im Zeitalter des Internets möglich wäre. Das Hauptproblem sei das Fehlen unabhängiger Recherchen vor Ort und von Teams, die mit Unterstützung der Redaktion investigativ arbeiten, anstatt Material zu sortieren.
Schon 2011 hatte Fröhder anlässlich des 50-jährigen Bestehens von Panorama kritisch geäußert, eine „neue, glatte Generation von Führungskräften“ sei gegenwärtig im Senderverbund tätig, „der der Friede mit der Politik wichtiger sei als die brisante Enthüllung“.
In einem Interview mit der Frankfurter Rundschau stellte er 2011 dar, neben mangelnder finanzieller Ausstattung, Manipulation, embedding, fehlender professioneller Ausbildung und Betreuung sowie selbstthematisierender Boulevardisierung sei die politische Haltung und berufliche Einstellung vieler Journalisten problematisch: Bei den öffentlich-rechtlichen Sendern bestünden die Redaktionen aus „politisch handverlesenen Journalisten“, die hintergründige Berichte für gefährlich und leichtere Berichte für sympathischer hielten, „weil sie keinen Ärger machen“. Hinzu komme die „Entpolitisierung des Nachwuchses“.

## Privates
Christoph Maria Fröhder war verheiratet, hatte eine Tochter und zwei Enkelkinder. Er starb im Alter von fast 82 Jahren in Frankfurt am Main.

## Mitgliedschaften
Fröhder war Gründungsmitglied des Netzwerks Recherche für investigativen Journalismus und gehörte von 2001 bis 2008 dem Vorstand an.

## Preise und Auszeichnungen
- Eduard-Rhein-Preis (1985) Kulturpreis,
- Deutscher Kritikerpreis (1996),
- Hanns-Joachim-Friedrichs-Preis (1997) für kreativen, kritischen und parteiunabhängigen Journalismus[9]

## Rezensionen
Hendrik Schmidt attestierte Fröhder in seiner Rezension zu dessen Buch Ein Bild vom Krieg. Meine Tage in Bagdad (2003) in der Berliner Zeitung, ihm sei etwas Erstaunliches gelungen. „Für den interessierten Leser liefert er einen spannend geschriebenen Einblick in den Alltag eines Reporters im Krieg, den Journalistenkollegen präsentiere er eine Anleitung für die Praxis der Krisenreportage sowie eine Ethik für die Berichterstattung unter Zensurbedingungen. Nicht zuletzt aber bedient er die Medienkritiker. Denn was der Autor anhand praktischer Beispiele über schwerfällige Entscheidungsstrukturen und Abläufe in der ARD vorlegt, kann die Debatte über Strukturschwächen des öffentlich-rechtlichen Gemeinschaftsprogramms neu beleben.“
Alexandra Senfft (FAZ) stellte fest, Fröhder beklage die Recherchemängel des „Moderatorentypus“, „der das Pressezentrum kaum verläßt und von einem Krieg berichtet, über dessen Ereignisse er per Fax aus der Heimatredaktion erfährt“. Als der typische „Einzelkämpfer“ kritisiere Fröhder auch den Konkurrenzkampf unter den Kollegen. Grundsätzlich zweifele er am Fernsehen als Medium für kritische oder gar investigative Berichterstattung.
Die Rezension der Deutschen Welle hob hingegen hervor, Fröhders Publikation biete seltene Einblicke in die dem Publikum sonst verschlossene Abteilung des Mediengeschäfts, die unabhängig von der Aktualität des Irakkriegs lesenswert bleibe.

## Schriften
- Ein Bild vom Krieg. Meine Tage in Bagdad. Hoffmann und Campe, Hamburg 2003, ISBN 3-455-09419-8.[12]